# Contea di Cuballing
La contea di Cuballing è una delle 43 local government areas che si trovano nella regione di Wheatbelt, in Australia Occidentale. Si estende su di una superficie di circa 1.250 chilometri quadrati ed ha una popolazione di 850 abitanti.